# McKinney Creek Stadium
Koordinaten: 39° 3′ 57,2″ N, 120° 8′ 23,5″ W
Das McKinney Creek Stadium war eine temporäres Biathlon- und Langlaufstadion in der US-amerikanischen Tahoma im Bundesstaat Kalifornien.
Als Squaw Valley den Zuschlag für die Olympischen Winterspiele 1960 war es ein unbebautes Gebiet, wodurch das Organisationskomitee ein neues olympisches Resort errichten konnte. Ursprünglich hatte das Organisationskomitee geplant, alle Wettkämpfe in Squaw Valley abzuhalten, aber die Immobilienentwicklung machte dies schwierig. 1958 wurde schließlich beschlossen, die Wettbewerbe im Langlauf- und Biathlonwettbewerbe nach McKinney Creek auszulagern. 
Nachdem im März 1957 Rolf Gerlofsen die Vermessungsarbeiten beendet hatte, wurden im Sommer 1958 die Arbeiten an den Biathlonstrecken und -einrichtungen durchgeführt und abgeschlossen. Es war das erste Mal, dass beim Biathlon auf Scheiben geschossen wurde, die mit einem Umklappmechanismus funktionierten.
Die Arbeiten am Stadion selbst begannen im August 1959. Nach den Olympischen Spielen wurde das Stadion abgerissen.

## Ausstattung
Das McKinney Creek Stadium lag unmittelbar an der California State Route 89, 19 Kilometer südlich von Squaw Valley. Das Stadion war 250 Meter lang und zwischen 34 und 45 Meter breit. Auf einer Seite der Ziellinie wurden Tribünen mit Platz für 1000 Zuschauer und 200 Pressesprecher errichtet. Hinter der Ziellinie wurde eine 16 × 4 Meter große Anzeigetafel erbaut, die zu jedem Zeitpunkt die aktuellen Zeiten und die zehn besten Ergebnisse anzeigte. 
Das Hauptgebäude war das Timing-Gebäude, das aus einem Berechnungsraum, einem Kommunikationsraum, einem Büro für den Rennsekretär sowie Bereichen für Timing-Personal und Ausrüstung bestand. Der obere Bereich wurde vom Stadionsprecher genutzt und enthielt 16 Radiokabinen. Zwei 6 × 15 Meter große Quonsetbaracke mit insgesamt 16 Räumen wurden für die Athleten zum Wachsen, Ausruhen und Wechseln gebaut. Wassermangel führte dazu, dass das Stadion keine Duschen hatte. Eine gleich große Quonsetbaracke wurde für Verwaltungspersonal und Kursvorbereitungsarbeiten gebaut. Für die Presse wurde eine größere 6 × 20 Meter große Quonsetbaracke gebaut, die Schreibmaschinen, Fernschreiber, Telefone und eine Dunkelkammer umfasste.
Die Biathlonstrecke hatte vier Schießstände entlang der 20 Kilometer langen Strecke. Die Entfernung zu den Scheiben verringerte sich von einem Schießen zum nächsten sukzessive und lag zwischen 200 Metern zu Beginn und 100 Metern zum Schluss. Fehlschüsse wurden gleich mit zwei Strafminuten geahndet.